# Ха.Мы
«Ха.Мы» — российский музыкально-театрализованный проект, арт-панк группа из Оренбурга, лидером которой является Константин Карпеев.

## Название группы
Название коллективу дал его основатель Константин Карпеев:

«Группе я дал название „Ха.Мы“, потому что было хамское отношение к музыке. Два-три слова в микрофон, бешеный ревер, — и ещё на барабанах играют».

## Биография группы
История группы берёт начало в 1993 году, когда Константин Карпеев начинает исполнять песни собственного сочинения.

«Ха.Мы» изначально не имели постоянного состава, к группе присоединялись и уходили разные участники. 

Первые концертные выступления коллектива проходили в клубах Оренбурга.

С 1997 группа активно гастролирует, участвует в различных российских рок-фестивалях.

Дебютный альбом, записанный в 2000-м году, получил название «Партизаны без крыши».

С 2002 по 2003 выходит двойной альбом «И.Р.А.», в который вошел материал, накопившийся за время концертных выступлений.

Альбом «По следам народов СССР», выпушенный в 2004 году, Константин Карпеев и Александр Шикарев записывают вдвоем. Все тексты альбома — стихи из одноименного сборника произведений авторов советских республик. Запись альбома производилась в домашних условиях.

Альбом «Не слышу» записывался и сводился в Оренбурге с ноября 2005 по июнь 2006 года. В его состав бонусными треками вошли песни на стихи Агнии Барто и Игоря Шаферана.

Группа «Ха.Мы» является одним из постоянных участников ежегодного фестиваля независимой музыки «Суховей» в городе Актобе, организуемого известным актюбинским музыкантом Ерменом Ержановым из группы «Адаптация».
В 2009 году группы выпускает альбом «НеЕвропа». Альбом записывался в Уфе на студии «Аввалон». В состав кроме прочих вошли песни на тексты Владимира Тихомирова, лидера оренбургской группы «Лысые игрушки», в которой Константин Карпеев начинал свою музыкальную карьеру в качестве бас-гитариста. Кроме того, в альбом включен трек-кавер на песню Майка Науменко «Буги-вуги».
Альбом «Лихорадка» был записан в 2013 году в Киеве на известной киностудии им. Александра Довженко. Данный альбом признается участниками как наиболее успешный. В его состав вошли как старые песни, так и новые композиции.
В 2014 году группа «Ха.Мы» выступила в Санкт-Петербурге на рок-фестивале «Окна открой − 2014», где стала лауреатом.
В том же году Константин Карпеев знакомится с Олегом Гаркушей. Впоследствии группа «Ха.Мы» неоднократно выступала на фестивалях «Гаркундель-Фест» и в клубе «Гаркундель».

## Состав
В разные годы в концертах и записях группы «Ха.Мы» принимали участие:
- Константин Карпеев — вокал, перформанс, гитара
- Александр Шикарев — гитара
- Ибрагим Джанибеков — ударные
- Владимир Филонов — бас-гитара
- Олег Трубин — бас-гитара
- Андрей Ненашев — бас-гитара
- Алексей Бондаренко — ударные
- Алексей Смирнов — бас-гитара
- Владимир Ващенко — бас-гитара
- Сергей Печуев — ударные
- Олег Логинов — бэк-вокал
- Александр Абрамов — бэк-вокал
- Андрей «Худой» Васильев — хореография
- Сергей Сергеев — ударные
- Антон Воронков — каоссилятор
- Станислав Ткачев — гитара
- Дмитрий Крюков — баян, перкуссия

## Стиль
Свой стиль участники группы «Ха.Мы» определяют как арт-панк. Без приставки «арт» слово «панк» употреблять не стоит, поскольку песни группы — 

«…не какие-то манифесты, не грязные гитары, все они — театр одного актёра, Константина Карпеева, человека с сумасшедшей харизмой».

## Дискография
- 2000 — Партизаны без крыши
- 2002 — И.Р.А.
- 2003 — И.Р.А. (vol. 2) (сборник)
- 2004 — По следам народов СССР
- 2006 — Не слышу
- 2009 — НеЕвропа
- 2013 — Лихорадка